# White Oak West
White Oak West és una concentració de població designada pel cens dels Estats Units a l'estat d'Ohio. Segons el cens del 2000 tenia 2.932 habitants.

## Demografia
Segons el cens del 2000, White Oak West tenia 2.932 habitants, 1.123 habitatges, i 855 famílies. La densitat de població era de 844,8 habitants per km².
Dels 1.123 habitatges en un 31% hi vivien nens de menys de 18 anys, en un 67,1% hi vivien parelles casades, en un 6,9% dones solteres, i en un 23,8% no eren unitats familiars. En el 20,7% dels habitatges hi vivien persones soles el 8,9% de les quals corresponia a persones de 65 anys o més que vivien soles. El nombre mitjà de persones vivint en cada habitatge era de 2,61 i el nombre mitjà de persones que vivien en cada família era de 3,05.
Per edats la població es repartia de la següent manera: un 23,3% tenia menys de 18 anys, un 8,2% entre 18 i 24, un 23,5% entre 25 i 44, un 29,7% de 45 a 60 i un 15,3% 65 anys o més.
L'edat mediana era de 42 anys. Per cada 100 dones de 18 o més anys hi havia 93,6 homes.
La renda mediana per habitatge era de 57.407 $ i la renda mediana per família de 76.103 $. Els homes tenien una renda mediana de 51.154 $ mentre que les dones 26.528 $. La renda per capita de la població era de 31.418 $. Aproximadament el 2,5% de les famílies i el 3% de la població estaven per davall del llindar de pobresa.

## Poblacions més properes
El següent diagrama mostra les poblacions més properes.